# كأس التشيك 1998–99
كأس التشيك 1998–99 هو موسم من كأس التشيك. أشرف على تنظيمه اتحاد جمهورية التشيك لكرة القدم، وكان عدد الأندية المشاركة فيه 130، وفاز فيه سلافيا براغ.